# Gernot Zippe
Gernot Zippe (Varnsdorf, 13 november 1917 - 7 mei 2008) was een natuurkundige en uitvinder van de eerste functionerende gascentrifuge ter verrijking van uranium.

## Studies
Gernot Zippe studeerde natuurkunde aan de Universiteit van Wenen en promoveerde kort voor het begin van de Tweede Wereldoorlog. Hij verrichtte onderzoek over radium.

## Tweede Wereldoorlog
Gedurende de Tweede Wereldoorlog was hij vlieginstructeur en onderzoeker van propellers en radar bij de Luftwaffe.

## Sovjet-Unie
Aan het eind van de oorlog werd hij door de Sovjet-Unie gevangengenomen en naar een gevangenenkamp te Krasnogorsk gestuurd. Manfred von Ardenne selecteerde hem voor werk in Instituut A, waar hij met andere Duitse wetenschappers, waaronder Max Steenbeck en Gustav Herz, tewerkgesteld werd in het Sovjetprogramma voor de ontwikkeling van een atoombom. Hij was werkzaam in de groep die zich bezighield met de verrijking van uranium. Gekozen werd voor verrijking door middel van gascentrifuges. Max Steenbeck werd de algemeen leider van de groep wetenschappers, Gernot Zippe de hoofdontwikkelaar van rotordynamica. De grootste uitdaging bij de ontwikkeling van centrifuges, die met bijna de geluidssnelheid foutloos jarenlang moesten kunnen ronddraaien, was de weerstand en slijtage in de lagering van de trommel. Gekozen werd voor een verticale trommel met een wrijvingsloos magneetlager in de top, terwijl de voet van de trommel op een enkele naald rustte. Het kostte hen jaren van experimenteren om een succesvol ontwerp te maken, waarmee de Sovjet-Unie in staat was voldoende verrijkt uranium voor hun atoombom te maken. De Sovjet-Unie kreeg met deze methode van massascheiding een beduidende voorsprong op het Westerse blok in de Koude Oorlog.

## Terug naar Oostenrijk
Dr. Zippe werd na deze prestatie in 1956 vrijgelaten en keerde terug naar Wenen. In 1957 bezocht hij een congres over massascheiding in Amsterdam en merkte dat het Oostblok nu ver voor liep op de technische stand van zaken. Hij ontmoette er Jacob Kistemaker die experimenteerde met een gascentrifuge, maar uitging van een horizontale ophanging van de trommel. Hij lichtte hem in over zijn resultaat in de Sovjet-Unie, wat er toe leidde dat Kistemaker van de ene op de andere dag de horizontale centrifuge opgaf en overging op de ontwikkeling van een verticale centrifuge.
Hoewel de Sovjets zijn aantekeningen in beslag hadden genomen, herinnerde Zippe zich nog voldoende details. Hij patenteerde het ontwerp via Degussa.

## Verenigde Staten
Van 1958 tot 1960 werkte hij aan de Universiteit van Virginia met Jesse Beams, die in de jaren dertig en veertig al experimenten had uitgevoerd aan ultracentrifuges. 

## Europa
In 1960 keerde hij terug naar Europa en werkte daar aan de verdere verbetering van de ultracentrifuge.
In de jaren zeventig waren zijn verticale ultracentrifuges de basis in het Europese samenwerkingsverband, Urenco.